# Xenopus petersii
Espèce
Statut de conservation UICN

 LC  : Préoccupation mineure
Xenopus petersii est une espèce d'amphibiens de la famille des Pipidae.

## Répartition
Cette espèce se rencontre :
- dans le nord de la Namibie ;
- dans l'ouest de l'Angola ;
- dans l'ouest de la République démocratique du Congo ;
- dans l'ouest de la République du Congo.

Sa présence est incertaine dans le sud du Gabon.

## Taxinomie
Xenopus poweri a été relevée de sa synonymie avec Xenopus petersii par Furman, et al. en 2015.

## Étymologie
Cette espèce est nommée en l'honneur de Wilhelm Peters.

## Publication originale
- Bocage, 1895 : Herpétologie d'Angola et du Congo, ouvrage publié sous les auspices du Ministère de la marine et des colonies, p. 1-203 (texte intégral).